# Johannes Olav Fallize

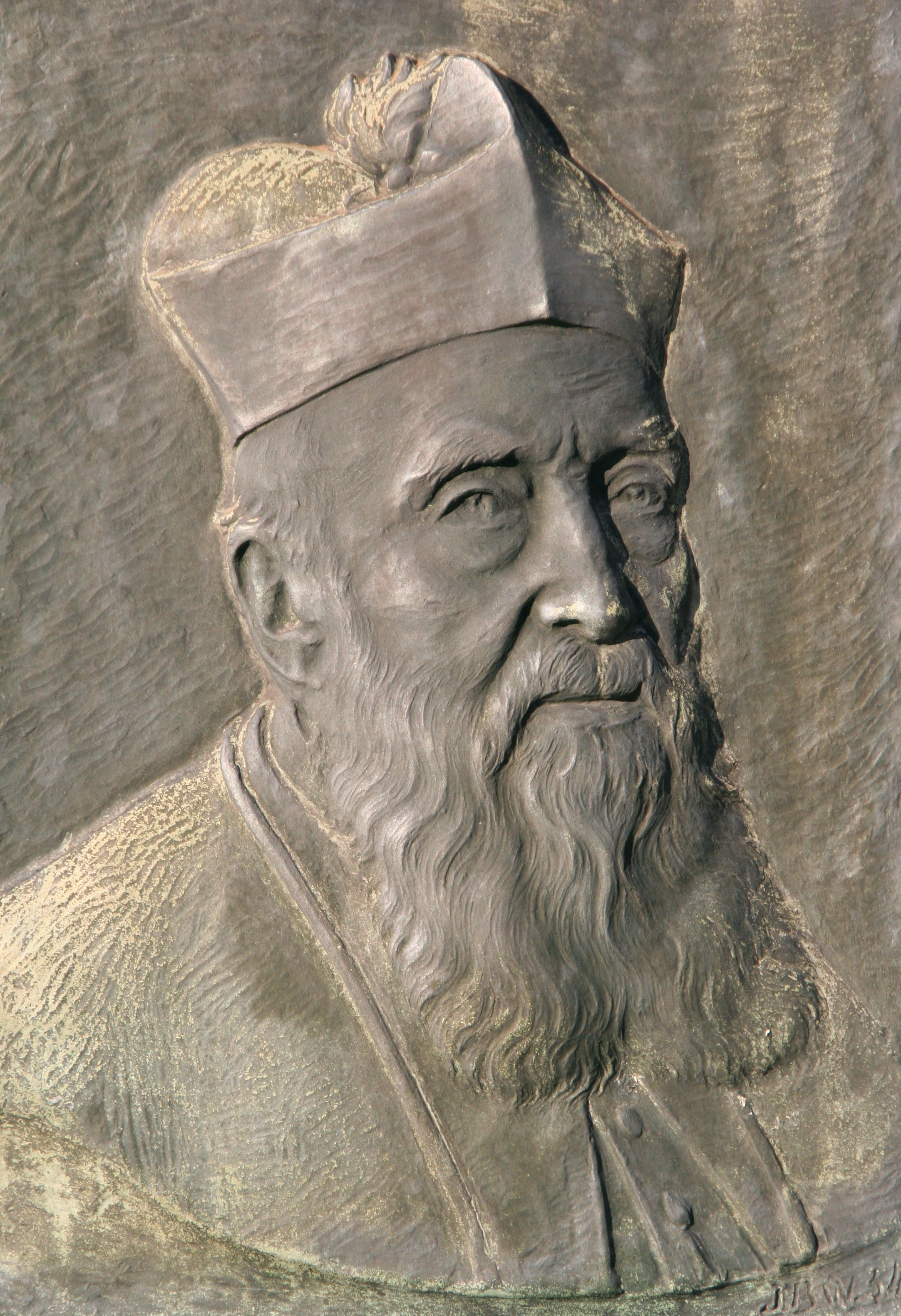
Johannes Olav Fallize

Johannes Olav Fallize (* 9. November 1844 in Bettelange; † 23. Oktober 1933 in Ville de Luxembourg) war der Oberhirte der katholischen Kirche in Norwegen von 1887 bis 1922.

## Leben
Er empfing am 8. April 1871 die Priesterweihe. Papst Pius XI. ernannte am 18. Mai 1887 ihn zum Präfekten von Norwegen und am 15. März 1892 zum Apostolischen Vikar von Norwegen und Spitzbergen und Titularbischof von Elusa.
Der Alterzbischof von Köln, Paulus Ludolf Kardinal Melchers SJ, spendete ihm am 19. März desselben Jahres im Pontificium Collegium Germanicum et Hungaricum de Urbe die Bischofsweihe; Mitkonsekratoren waren Victor-Jean-Joseph-Marie van den Branden de Reeth, Weihbischof in Mecheln, und Tancredo Fausti.
Nach dem Rücktritt als Apostolischer Vikar am 21. Juni 1922 ernannte ihn der Papst am 9. Oktober 1922 zum Titularerzbischof von Chalcis in Graecia.